# Kasteel de Haar
Kasteel de Haar (vroeger Het Huys te Haer) is een monumentaal kasteel in het Utrechtse dorpje Haarzuilens. Het is het grootste kasteel van Nederland. Het werd vanaf 1892 op de ruïne van het oude kasteel gebouwd in neogotische stijl.
De Haar bestaat uit een omvangrijk terrein waarin zich naast het hoofdgebouw onder meer bijbehorende tuinen en andere gebouwen, zoals een kapel, bevinden. Het naastgelegen dorp heeft een sterke relatie met het kasteel en het geheel valt onder beschermd dorpsgezicht.

## Geschiedenis

### Eerste eeuwen
Hoe de eerste bebouwing er precies uitzag is niet met zekerheid te zeggen. Vermoedelijk ging het om een versterkte woontoren op een omgracht perceel, gebouwd in de 12e eeuw.

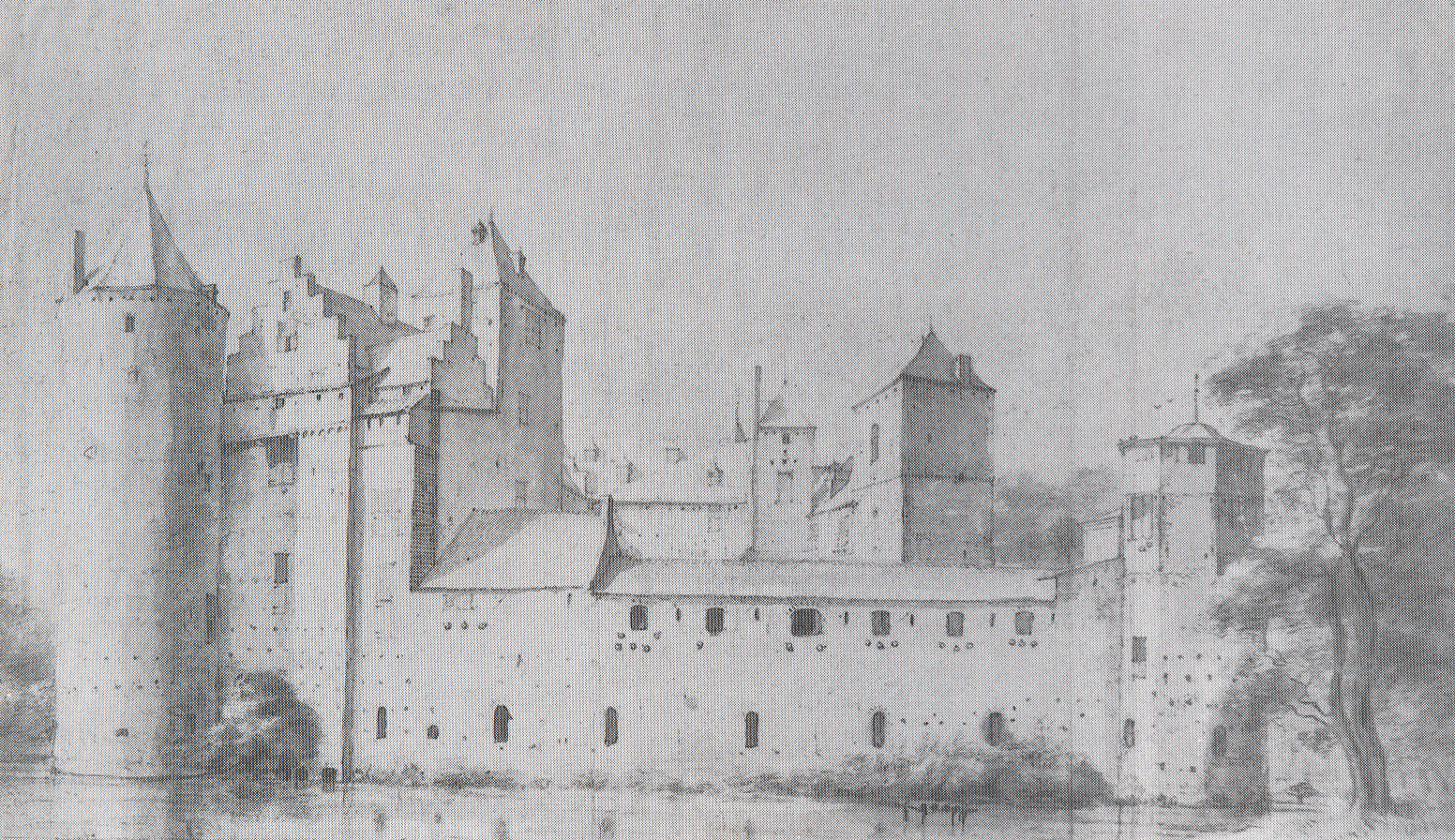
Kasteel de Haar in 1646/1647 getekend door R. Roghman

De oudste vermelding, in een akte, dateert van 1391. Destijds kreeg Gijsbrecht Boekel van de Haar het huis in leen van Hendrik II van Vianen. Het kasteel bestond toen uit niet meer dan een versterkte woontoren. Deze toren was gebouwd op een stroomrug langs een dode arm van de rivier de Rijn. De naam is afgeleid van het Oergermaans *Haru, zandige heuvelrug. In de loop van de jaren breidde het kasteel uit. Door het huwelijk van Yosina van de Haar met Dirk van Zuylen van Harmelen kwam het slot in het jaar 1449 in het bezit van de familie Van Zuylen.
Na herhaalde aanvallen en verwoestingen, onder andere in 1482 tijdens de Hoekse en Kabeljauwse twisten door de pro-Bourgondische Kabeljauwen, werd het kasteel telkens hersteld en uitgebreid, totdat de laatste bewoner overleed. Het kasteel werd zwaar beschadigd door de Franse invallers in 1672. Schade werd ook veroorzaakt in 1674 door noodweer dat ook de Domkerk in Utrecht beschadigde.

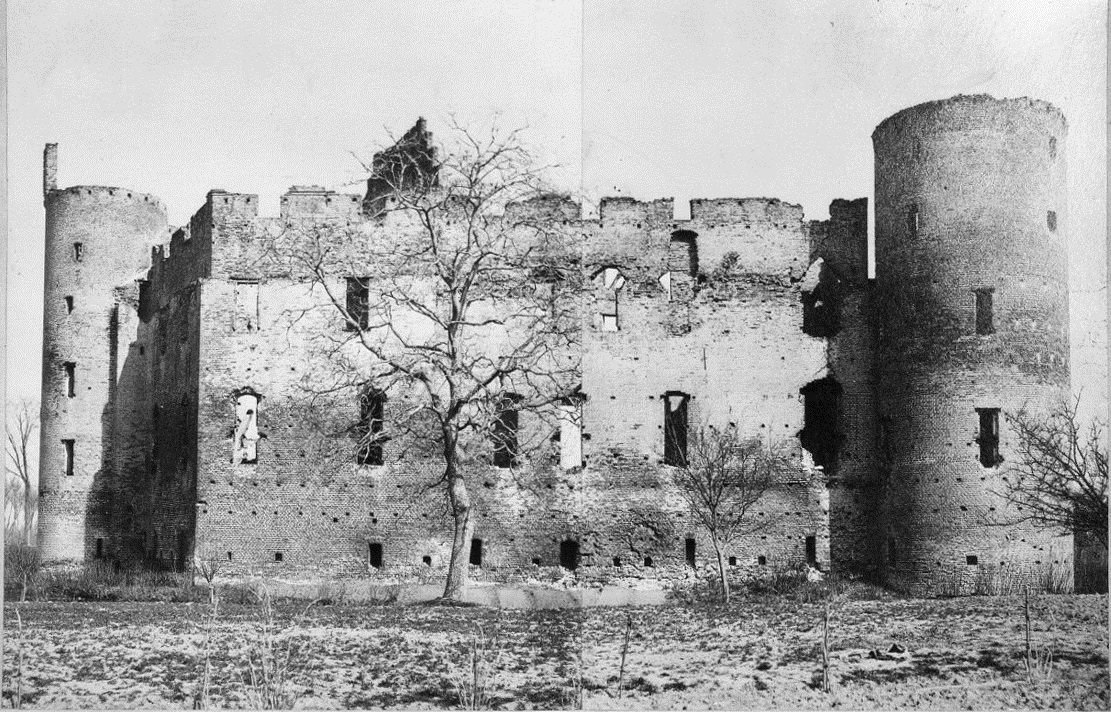
Ruïne van Kasteel de Haar in april 1887.

Het kasteel en de bijbehorende landerijen en rechten bleef in de katholieke tak van de familie Van Zuylen van Nyevelt. Een deel van deze familie had zich in de Zuidelijke Nederlanden, meer bepaald in Brugge, gevestigd. De laatste Noord-Nederlandse eigenaar, de vrijgezel Anton-Martinus van Zuylen van Nijevelt (1708-1801) duidde als zijn legataris de burgemeester en Tweede Kamerlid Jean-Jacques van Zuylen van Nyevelt (1752-1846) uit Brugge aan. Hoewel hij en zijn erfgenamen banden bleven behouden met hun Nederlandse bezit, werd het niet opnieuw bewoond en raakte het nog meer in verval. Aan het einde van de 19e eeuw restte er niet meer dan een ruïne.

### Herbouw vanaf 1892

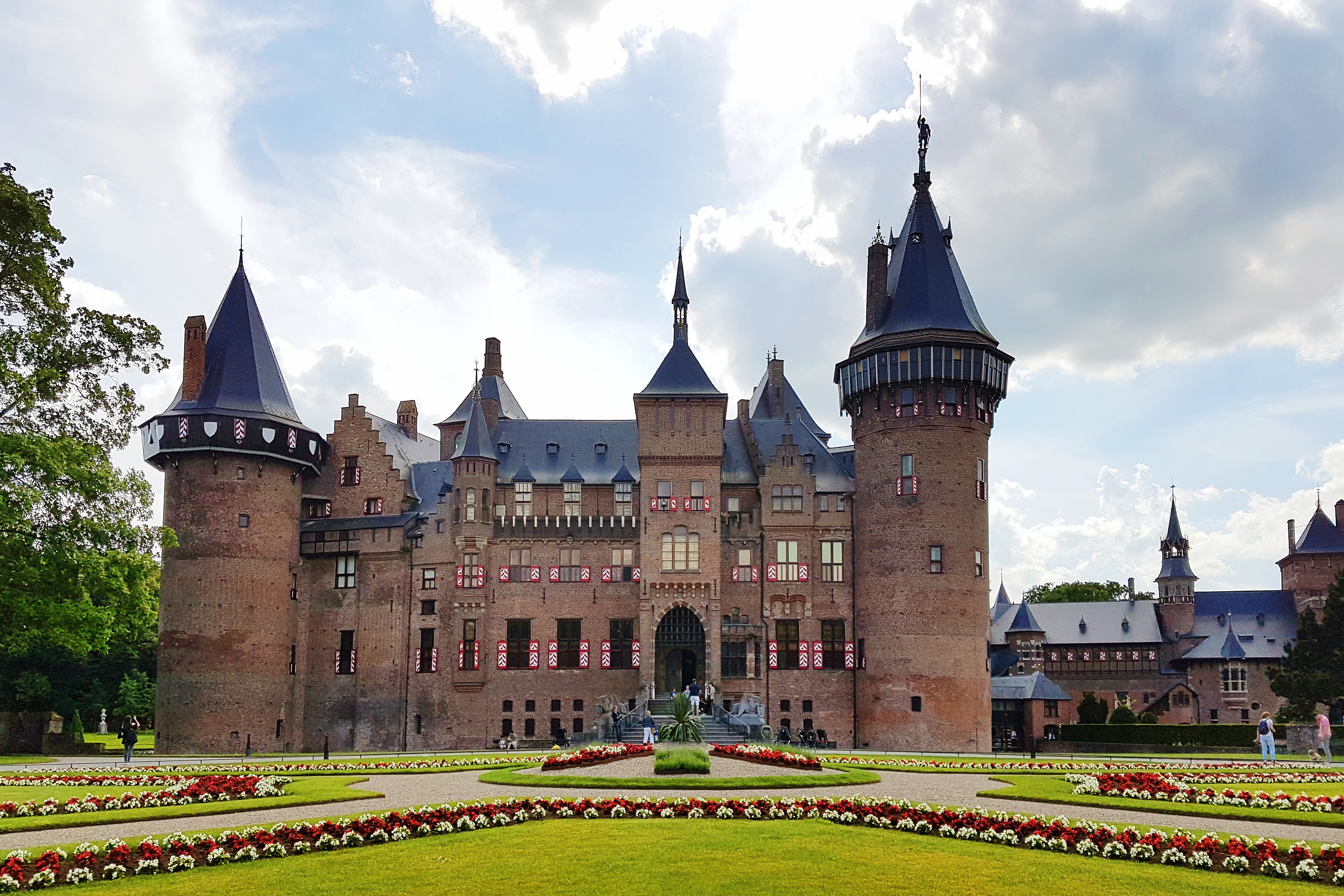
Kasteel met de entreepartij

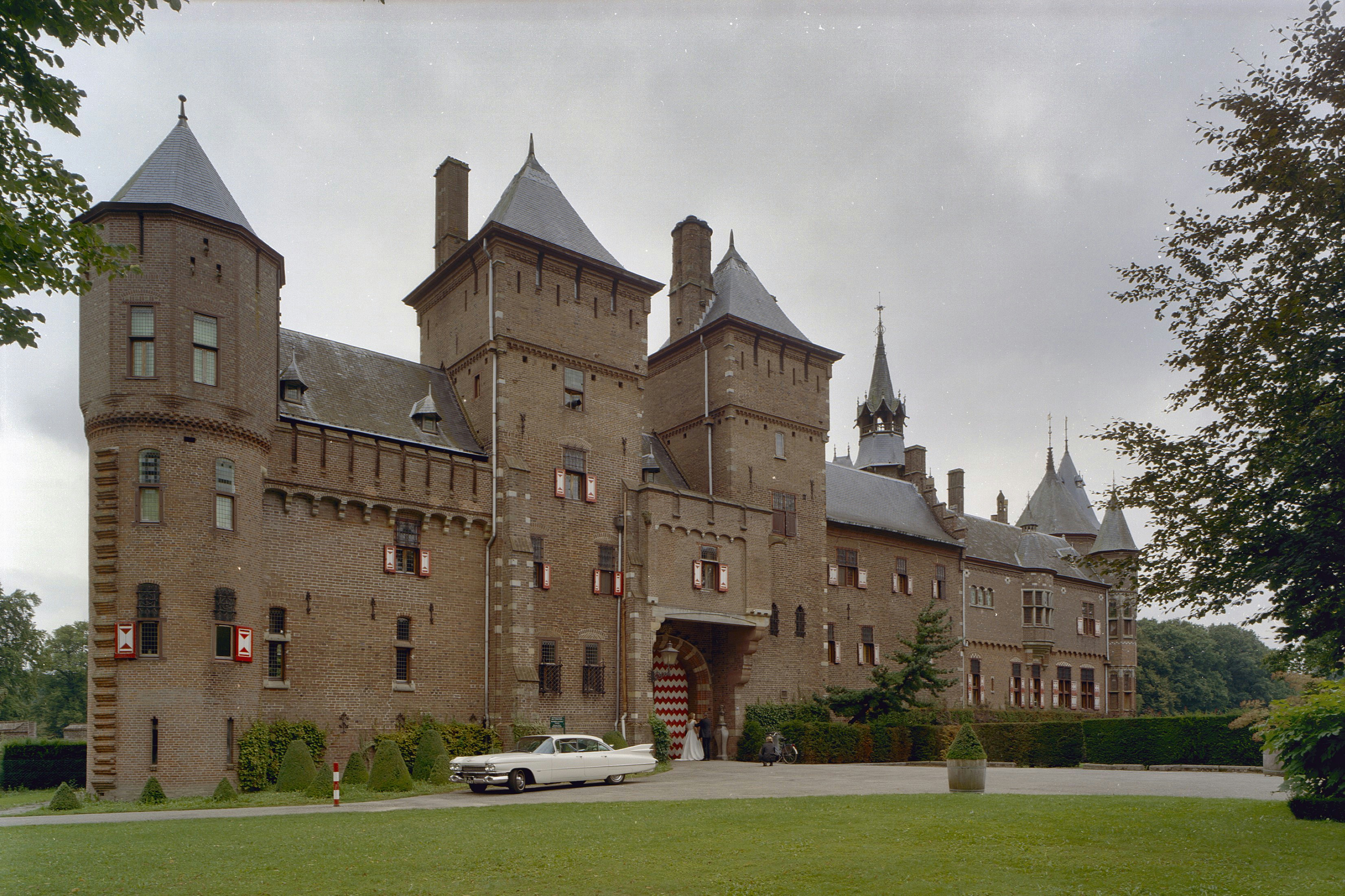
Châtelet uit 1910

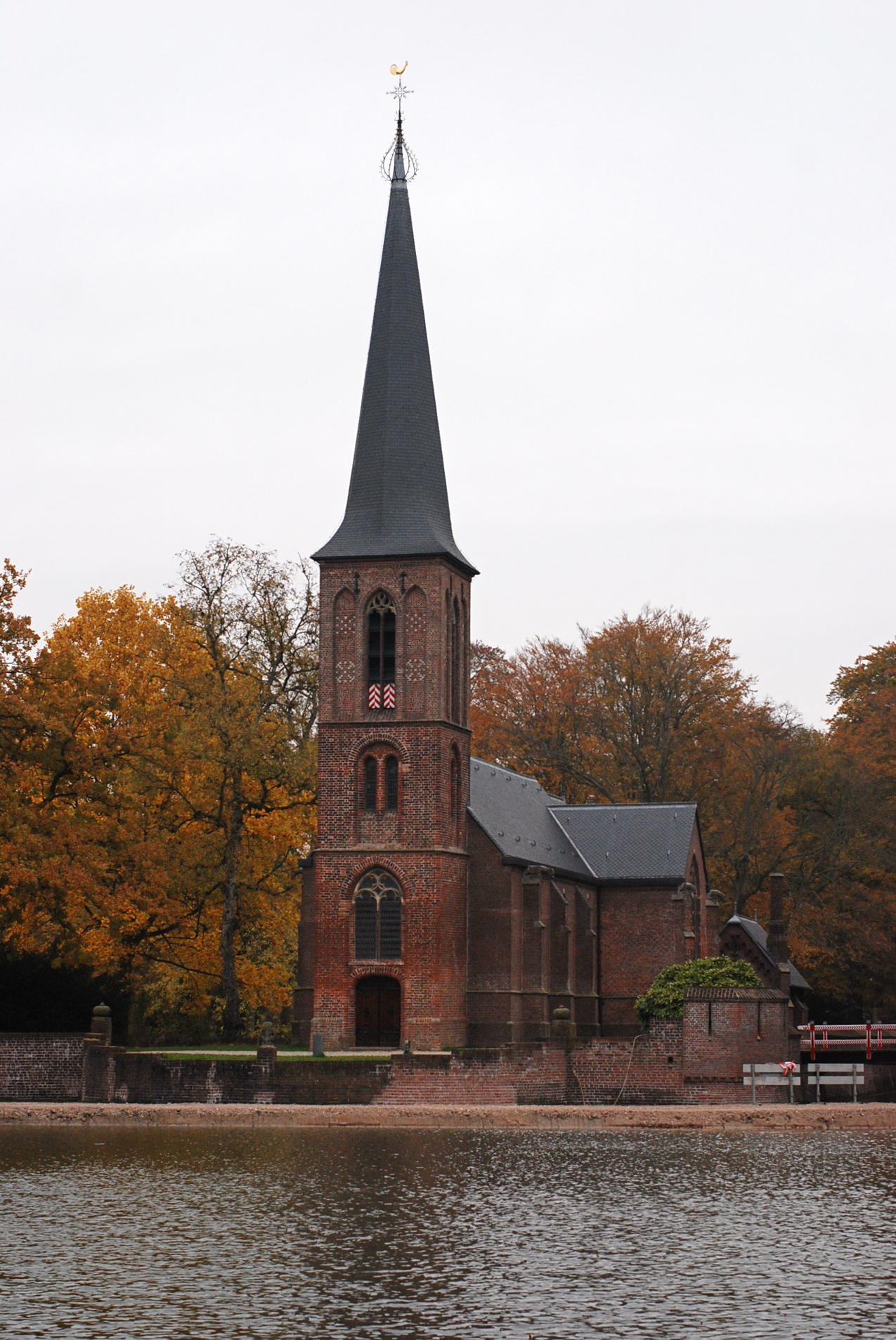
Kapel bij Kasteel de Haar

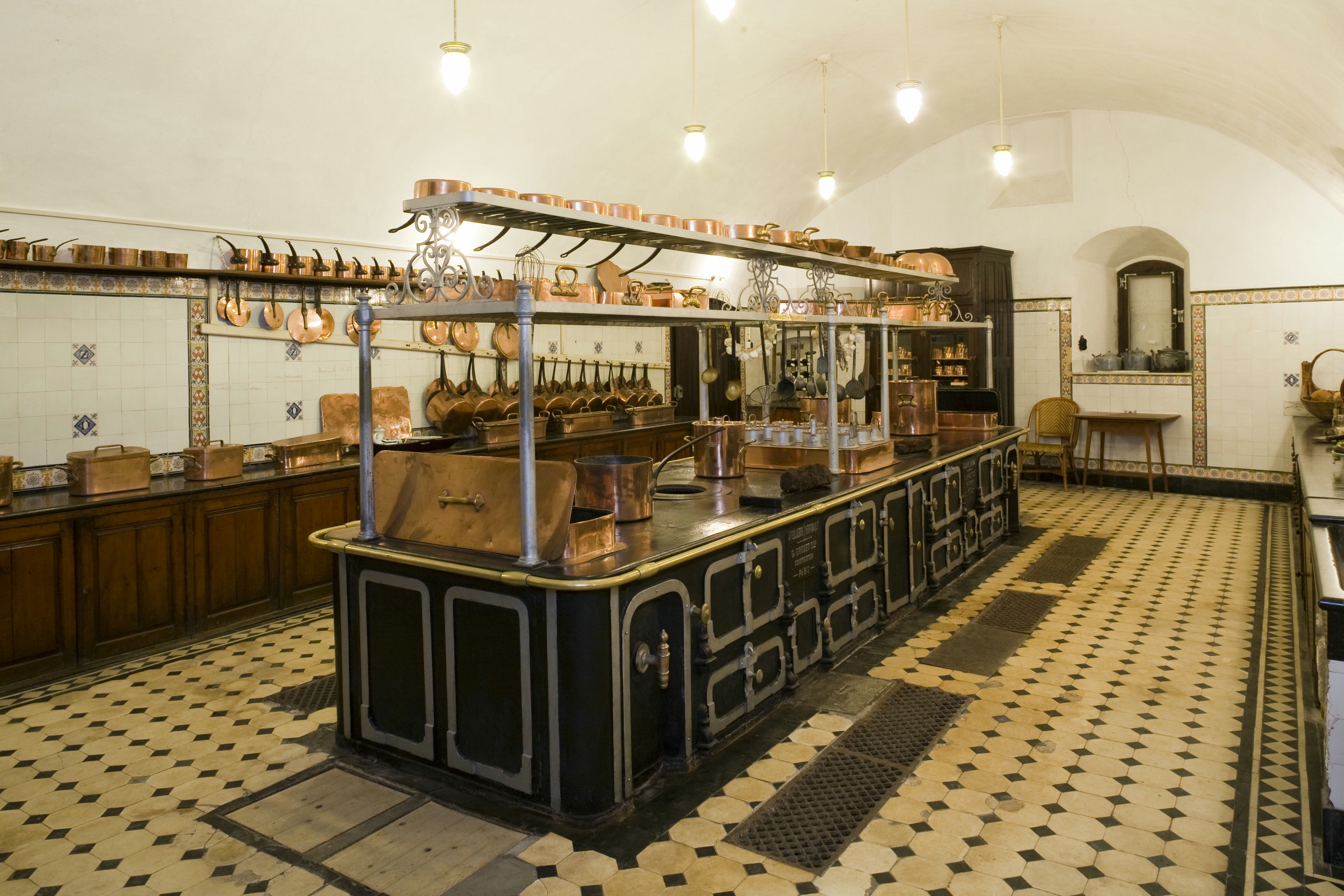
De keuken in het kasteel met het fornuis

In 1890 erfde de Belg Étienne baron van Zuylen van Nyevelt van de Haar (1860-1934) de kasteelruïne van zijn vader Gustave van Zuylen (1818-1890). Étienne was op 16 augustus 1887 in Parijs getrouwd met Hélène barones de Rothschild (1863-1947), een erfgename uit de Franse tak van de rijke bankiersfamilie De Rothschild. Mede dankzij haar fortuin had Étienne de middelen om het voorvaderlijk kasteel op een grandioze manier als buitenverblijf te laten herbouwen.
Voor de herbouw van het kasteel geeft de baron, waarschijnlijk op aanraden van Victor de Stuers, grondlegger van monumentenzorg in Nederland, de opdracht aan de beroemde architect Pierre Cuypers. Hun bedoeling is dat het de stijl en allure van een Frans middeleeuws kasteel krijgt. In nauwe samenwerking met zijn zoon Joseph Cuypers was hij daar twintig jaar mee bezig (van 1892 tot 1912). Op 3 juli 1893 vond de ‘voorloopige inwijding’ plaats. De herbouw was toen zover gevorderd dat de vlaggen wapperden vanaf de torenspitsen en enkele zalen konden ingericht aan de opdrachtgever getoond worden.Door het hele gebouw zijn er verwijzingen naar de geschiedenis van het geslacht Van Zuylen, vooral in de voorhal,
Het nieuwe gebouw biedt een indrukwekkende mengeling van middeleeuwse sfeer en laatnegentiende-eeuws modern comfort en luxe. Hoewel de baron en barones nooit van plan waren om het kasteel permanent te gaan bewonen, werd het toch van alle gemakken die aan het einde van de 19e eeuw in Europa leverbaar waren, voorzien. In ieder geval in de nazomer, in augustus en september, wilden zij op grootse wijze gasten kunnen ontvangen. Voor Nederlandse begrippen was de inrichting van het kasteel met de moderne snufjes opzienbarend. Er kwam elektrische verlichting met een eigen generator en centrale verwarming met behulp van een lage-druk-stoom-systeem. Deze installatie is internationaal erkend als industrieel monument. Voor die periode was de keuken eveneens zeer modern. Deze heeft nog steeds een grote collectie koperen potten en pannen en een enorm fornuis van de firma Drouet van ongeveer zes meter lang, dat met steenkolen werd gestookt. De tegels in de keuken zijn voorzien van de familiewapens van de families Van de Haar en Van Zuylen. Deze tegels waren speciaal gebakken bij de firma Van Hulst (1850-1933) te Harlingen, een van de voorlopers van de huidige Harlinger Aardewerk- en Tegelfabriek. 
Omstreeks 1911 werd het châtelet verbouwd. Er werd een verdieping op een deel van het gebouw geplaatst, als onderkomen voor de oudste zoon Hélin die de volwassen leeftijd had bereikt. Na zijn dood ten gevolge van een noodlottig ongeval in 1912 werd deze ruimte door zijn broer als werkruimte in gebruik genomen. Sinds deze verbouwing zijn er aan het complex geen grote verbouwingen meer uitgevoerd.
Tijdens de Tweede Wereldoorlog leefde de familie in ballingschap in New York. Vlak na de bevrijding was op het kasteel een militair commissariaat gevestigd dat onder meer de terugkeer van vluchtelingen regelde.
Na de oorlog werd de traditie van de 'septemberbewoning' voortgezet. Zo verbleef de kleinzoon van Étienne en Hélène, Thierry van Zuylen van Nyevelt van de Haar, iedere septembermaand met zijn familie en personeel op het kasteel. Het was dan niet toegankelijk voor publiek. De familie verbleef niet in het kasteel zelf, maar in het châtelet. Dit gebouw, dat losstaat van het kasteel, was bij de verbouwing bedoeld als technische ruimte en onderkomen voor het personeel. Desondanks is het rijkelijk versierd in dezelfde stijl als het kasteel. Het is niet toegankelijk voor het publiek, behoudens een eenmalige opening van maart tot en met mei 2015, na een ingrijpende restauratie.

### Nieuwe eigenaren
In 2000 werden het kasteel en de daarbij horende gebouwen overgedragen aan Stichting Kasteel De Haar. In 2001 en 2004 werd een overeenkomst gesloten waarin bepaald werd dat de bloed- en aanverwanten in rechte lijn van Thierry baron Van Zuylen gerechtigd blijven in de maand september van elk jaar het kasteel exclusief te bewonen. Gedurende het gehele jaar mag door hen het appartement in het châtelet exclusief als pied-à-terre gebruikt worden, met dien verstande dat het gebruik niet langer mag duren dan drie aaneensluitende weken. De kosten dienen door de tijdelijke bewoner betaald te worden. In november 2012 hing er een prijskaartje van 60.000 euro aan het huren van het kasteel voor een hele maand september.
De kapel mag door deze bloed- en aanverwanten gebruikt blijven worden voor doop-, huwelijks- en begrafenisplechtigheden. Ook werd het recht behouden om begraven te worden in de nabijgelegen begraafplaats of grafkelder. Het 350 ha grote Landgoed Haarzuilens kwam in het bezit van de Vereniging Natuurmonumenten. 
De familie Van Zuylen bleef aanvankelijk eigenaar van de meubel- en kunstcollectie en gaf deze voor een periode van dertig jaar in bruikleen aan de Stichting Kasteel De Haar. Na het overlijden van Thierry baron van Zuylen in 2011 waren zijn vijf dochters van oordeel dat een definitieve regeling te verkiezen was. Op 7 november 2012 werd een overeenkomst ondertekend waardoor de stichting eigenaar werd van het kasteel, het park, de bijgebouwen en ook de volledige kunstcollectie van het kasteel. De collectie bestaat uit vierduizend objecten, waaronder livreien, wandtapijten, schilderijen en zilverwerk. De waarde ervan wordt geschat op ruim tien miljoen euro. 
Stichting Kasteel De Haar kon het overnamebedrag bijeenbrengen door de steun en medewerking van onder meer BankGiro Loterij, Vereniging Rembrandt, VSBfonds, Prins Bernhard Cultuurfonds, de K.F. Heinstichting (die sinds diens dood het vermogen van Karl Friedrich Hein beheert), Mondriaan Fonds, Stichting Nationaal Fonds Kunstbezit, SNS REAAL Fonds, M.A.O.C. Gravin van Bylandt Stichting (genoemd naar de grondlegster Marie Alexandrine Otheline Caroline van Bylandt) en zowel gemeente als  provincie Utrecht. Met de overdracht van de collectie naar de stichting werd bereikt dat deze integraal behouden blijft binnen het kasteel. Stichting Kasteel de Haar heeft ten doel om dit cultuurhistorisch monument te doen voortbestaan middels in eigendom houden, restaureren en onderhouden van de gebouwen, alsook om toegankelijkheid van de collecties, het park en de tuin voor het publiek in stand te houden. De publieksfunctie wordt uitgevoerd door Stichting Exploitatie Kasteel de Haar.

## Interieur

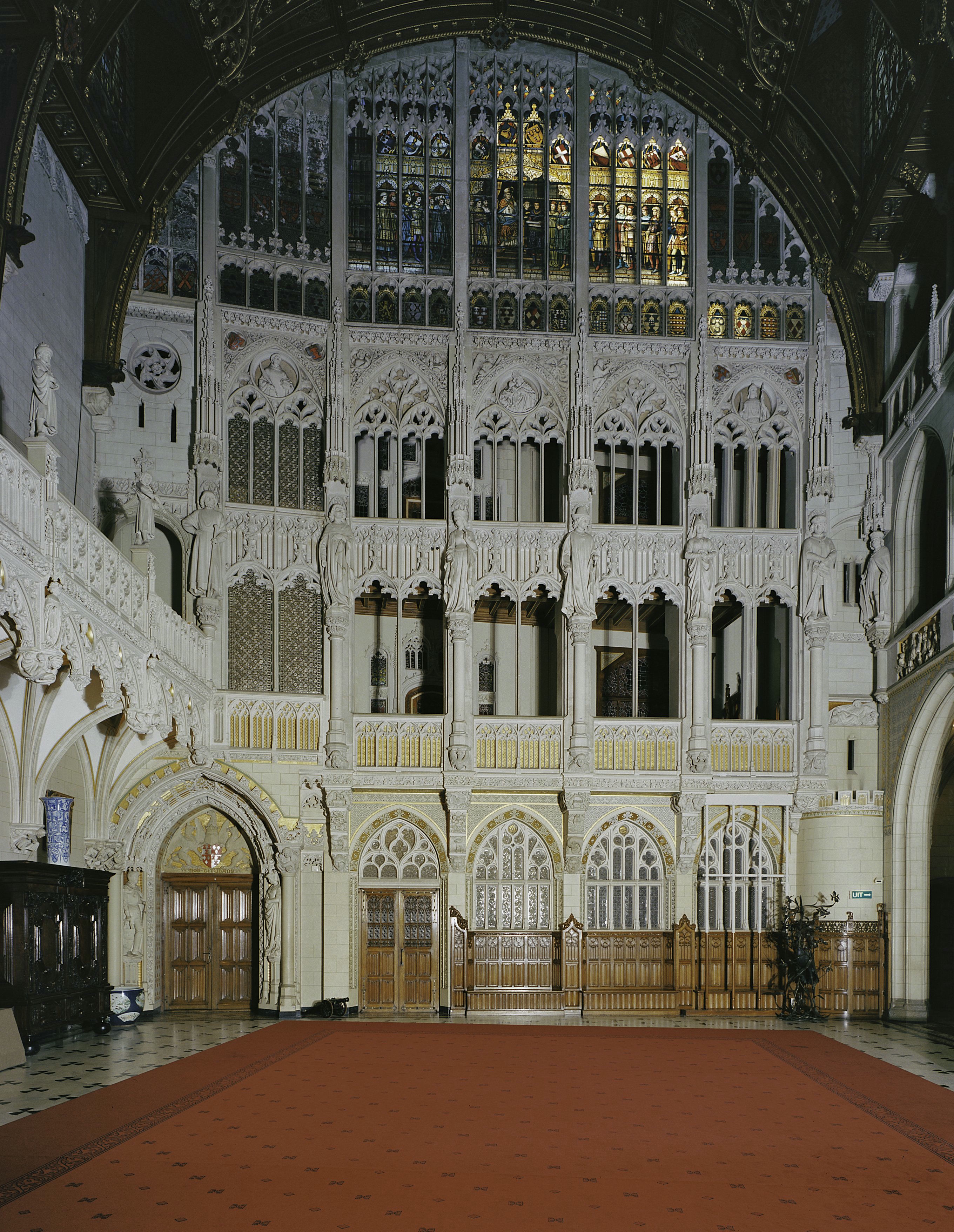
Deel van de centrale hal in het kasteel

Het interieur van het kasteel is zeer rijk gedecoreerd in 'eclectische stijl' waarbij de hoofdmoot is ontworpen in de neogotische stijl. Het beeldhouwwerk in kalkzandsteen, het schrijnwerk in voornamelijk eiken, de geschilderde en gesjabloneerde decoraties, het glas-in-lood en smeedwerk is met de hand vervaardigd in de ateliers van Cuypers in Roermond of door specialisten waar Cuypers al vaker mee had gewerkt.
Het interieur van de Centrale hal, met zijn gotische vensters, rozetten, pinakels en grote beelden doet sterk denken aan het interieur van een katholieke kerk. Niet verwonderlijk want Cuypers ontwierp tientallen kerken in neogotische stijl, en daarnaast, Etienne had specifiek gevraagd om een centrale hal in 'style cathédrale'.
Naast de nagelvaste decoraties in het kasteel en de bijgebouwen ontwierp Cuypers ook een aantal 'roerende zaken', zoals meubilair, de eettafel met bijpassende stoelen en dientafels, tafels en stoelen, omkeerbanken, een secretaire, kathedertje, en een zilveren bestek speciaal voorzien van de familiewapens. Het kasteel, de bijgebouwen, de poorten, bruggen en de parkinrichting alsmede de inboedel kunnen samen gezien worden als een uniek ensemble.
In tegenstelling tot de uniforme neogotische stijl van de belle étage (hoofdverdieping) werden de privévertrekken en gastenverblijven naar de wens van baron Etienne uitgevoerd in diverse stijlen. Dit past binnen het eclecticisme dat op dat moment in zwang was voor de residenties van de elite. De diversiteit aan stijlen beantwoordde ook aan de wens van de baron dat zijn gasten het gevoel moesten hebben in een particuliere woning te verblijven en niet in een hotel.
In het kasteel ziet men slechts enkele verwijzingen naar de joodse origine van de familie De Rothschild terug, waaronder de davidsterren op de balken van de ridderzaal en het familiewapen, de hand met de vijf pijlen boven de deur tussen de ridderzaal en de bibliotheek.
De verwijzingen naar de families Van de Haar en Van Zuylen zijn veel talrijker. Overal in het interieur zijn de wapenschilden en de alliantiewapens terug te vinden. In de decoratieve motieven komen regelmatig het zuiltje (Van Zuylen) of de ruitvorm (Van de Haar) voor. Op de schouw in de Ridderzaal staan de deviezen van de families Van Zuylen en Van de Haar: 'A majoribus et virtute' en 'Non Titubans', te vertalen als: "In grootsheid en deugd niet aarzelend".
De rijkgedecoreerde vertrekken beschikken tevens over een bonte verzameling kunstobjecten, antiek Chinees en Japans aardewerk, een drietal 16e-eeuwse wandtapijten van topkwaliteit, een 17e-eeuws tapisserie met daarop een volkstafereel naar een karton van David Teniers en diverse schilderijen en panelen met religieuze afbeeldingen. Een bijzonder stuk in Nederland is een draagkoets van het hof van een van de laatste shoguns uit Japan. Vele Japanse toeristen komen naar De Haar om juist deze draagkoets en het Imari-porselein te bezichtigen.

## Park en tuinen

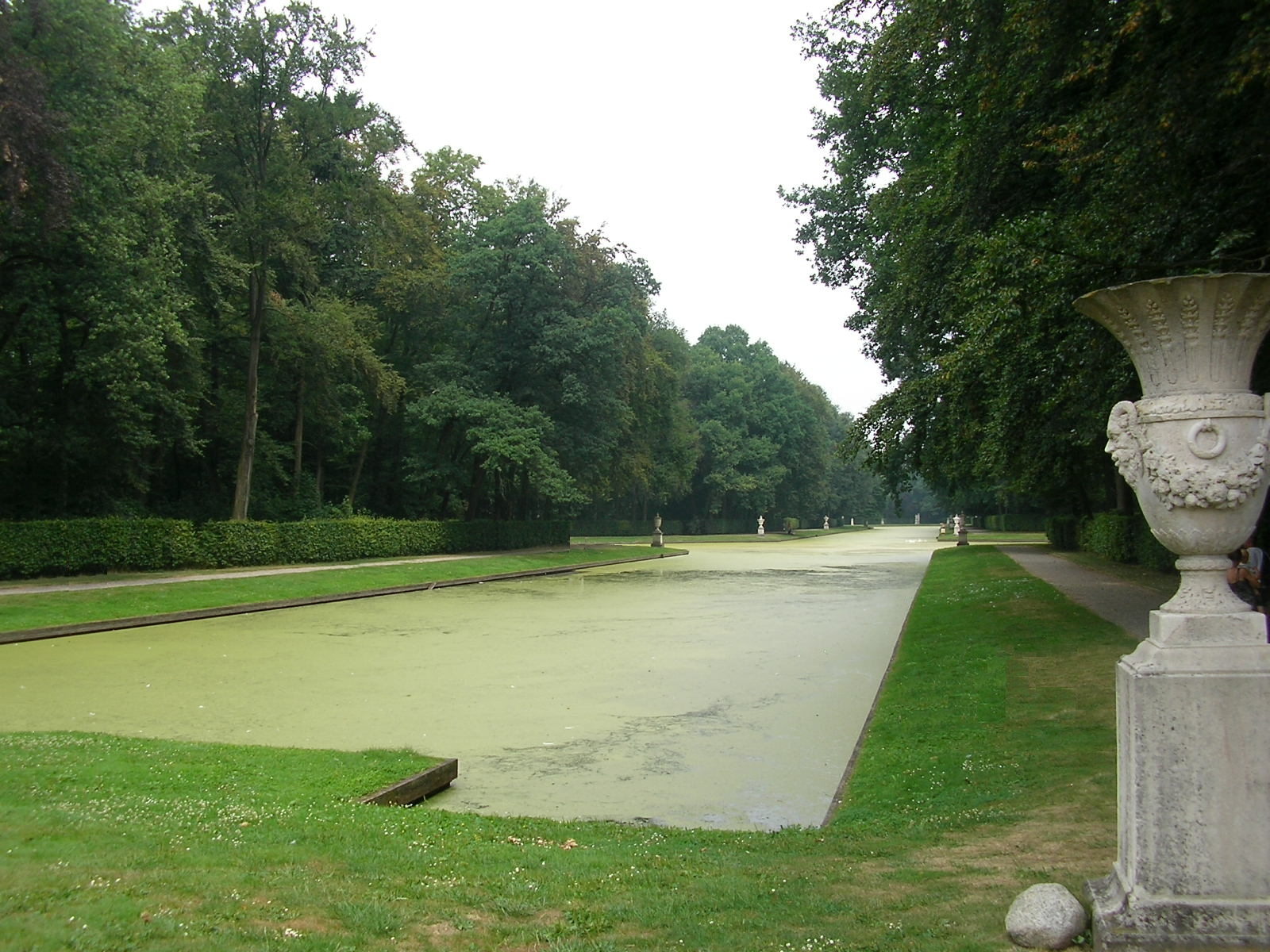
De kruisvijver (grand canal)

Park en tuinen zijn ontworpen door de tuinarchitect Hendrik Copijn, in nauwe samenwerking met Pierre Cuypers. Omdat baron Etienne direct wilde genieten van een volgroeid park, liet hij rond 1895 circa 7000 volwassen bomen aanvoeren en planten in het park in wording. De bomen werden op mallejannen naar De Haar vervoerd om herplant te worden. Rondom de hele exercitie bestaan legendes. Onder andere gaat het verhaal dat er in opdracht van de baron zelfs een pand in de binnenstad van Utrecht werd gekocht en afgebroken zodat zijn bomen 'de lastige bocht' makkelijker konden nemen.
Het park is aangelegd in Engelse landschapsstijl, met waterpartijen, boomgroepen, romantische paadjes, bruggetjes en doorkijkjes. De formele tuinen rondom het kasteel zouden zijn geïnspireerd door de tuinen van Versailles. Deze bestaan uit een buxustuin of palmentuin met berceau (aangelegd in 1919), een Romeinse tuin en een rozentuin. Tijdens de Tweede Wereldoorlog zijn, in tegenstelling tot het kasteel, de tuinen verwaarloosd geraakt omdat men de grond nodig had om groenten te verbouwen en het hout als brandstof gebruikte. Na de oorlog zijn de tuinen weer in oude luister hersteld. Begin 21e eeuw werd een grootscheepse restauratie van park en tuinen ondernomen, deels teruggrijpend naar de oorspronkelijke ontwerpen van Copijn, deels aangepast aan de wensen van deze tijd, weinig arbeidsintensief en geschikt voor het houden van evenementen.

## Dorp Haarzuilens
Toen de baron en barones in 1891 de ruïne bezochten, troffen zij in de directe omgeving van het kasteel een dorpje aan: het oude Haarzuilens. Op de plaats van de huidige Romeinse tuin, ten zuiden van het kasteel, lag een brink met een dorpspomp. Er stonden diverse huizen, een herberg en boerderijen. Daarnaast lagen verspreid nog diverse boerderijen. Het dorp Haarzuilens moest plaats maken voor het park en de tuinen rondom het kasteel. De baron vond met veel moeite alle eigenaars bereid om hun huis en grond te verkopen. Voor hen heeft hij een kilometer naar het oosten nieuwe woningen gebouwd. Het werd even verderop herbouwd in de stijl van het kasteel. Zo verrees het nieuwe Haarzuilens, met drie horecavergunningen, een raadhuis, brink en overige voorzieningen, waar de inwoners als pachters van de slotheer leefden. Later zijn de landerijen deels eigendom geworden van Natuurmonumenten.

## Wapen

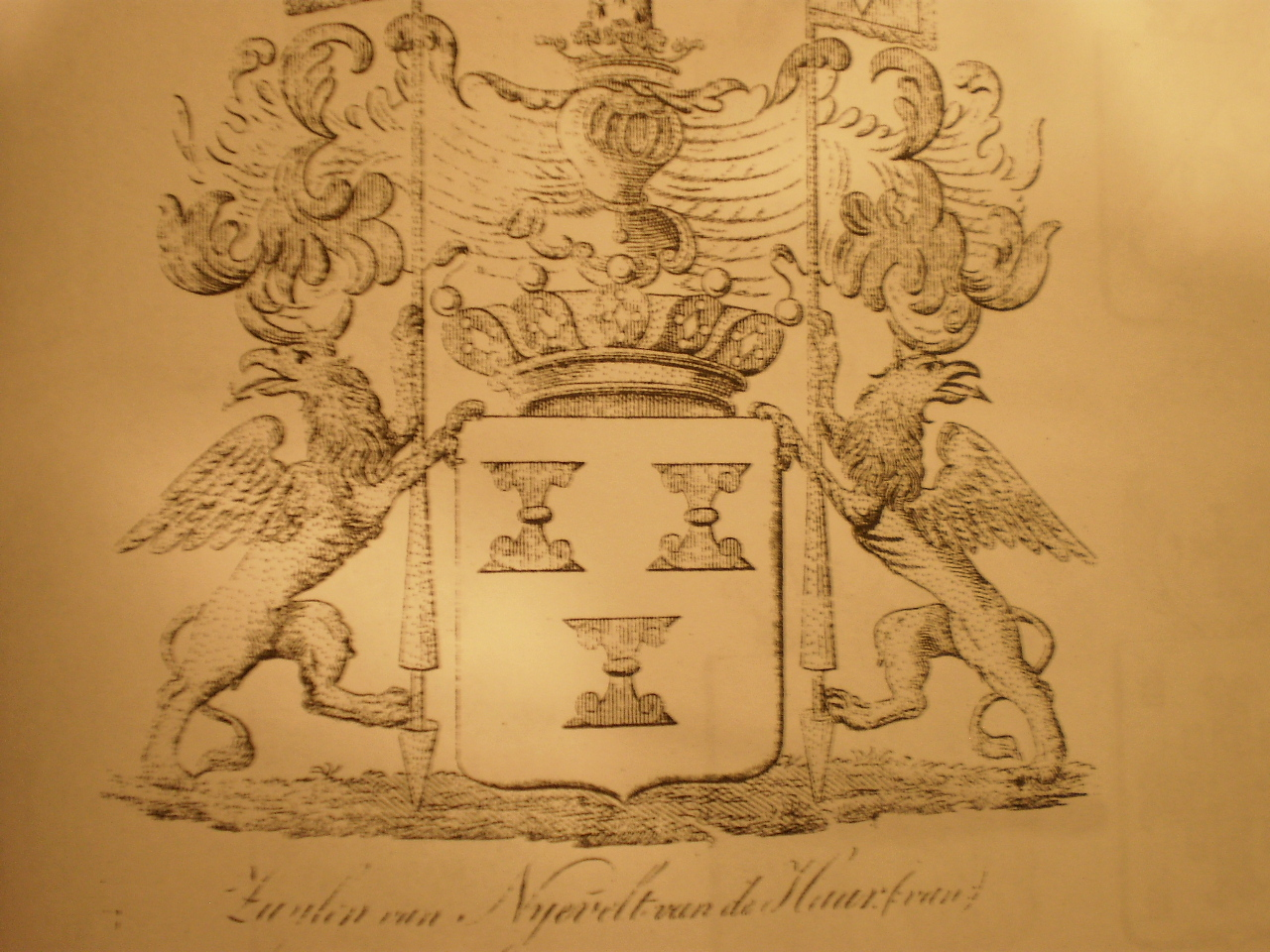
Wapen Van Zuylen van Nijevelt van De Haar

De kleuren van de familie Van Zuylen zijn rood en wit. Het wapen bestaat uit drie rode zuilen op een wit veld. De diverse takken van deze familie hebben varianten op deze kleuren. Dit wapen leeft niet alleen voort in de kleuren van het kasteel, maar ook in vrijwel alle woningen van Haarzuilens, zelfs in de recente nieuwbouwwoningen.

## Trivia
- In 2003 is de tv-serie Avonturen op het kasteel van de kinderserie Ernst, Bobbie & De Rest hier opgenomen.
- Het kasteelterrein is het toneel van allerlei beurzen en 'fairs' waar veel liefhebbers op af komen, waaronder de jaarlijkse Elf Fantasy Fair (thans: Elfia).
- In 2005 en 2006 is De Club van Sinterklaas op en in het kasteel opgenomen.
- In het Zuiderpark bevindt zich de Golfclub De Haar.

Kasteel Ter Aa (Breukelen) ·
Aastein ·
Slot Abcoude ·
Amaliastein ·
Nieuw-Amelisweerd ·
Oud-Amelisweerd ·
Kasteel Amerongen ·
Kasteel Batestein (Harmelen) ·
Kasteel Batestein (Vianen) · 
De Beest ·
Bergestein ·
Beverweerd ·
Blasenburg ·
Blikkenburg ·
Blommesteyn ·
Bolenstein ·
Bolsweerd ·
Bottestein ·
Kasteel Broekhuizen ·
Bruinenburg ·
Huis Cammingha ·
Clarenborg ·
Coelhorst ·
De Batau ·
Dompselaer ·
Huis Doorn ·
Drakenburg (kasteel) ·
Drakensteyn ·
Kasteel Duurstede ·
Huis Ter Eem ·
Eijkelenburg ·
Emmickhuizen ·
Den Engh ·
Essenstein ·
Everstein (Everdingen) ·
Everstein (Jutphaas) ·
Den Eyck ·
Galesloot ·
Kasteel Geerestein ·
Gildenborgh ·
Kasteel Ten Goye ·
Grauwert ·
Grijpestein ·
Groenestein (Langbroek) ·
Kasteel Groeneveld (Baarn) ·
Groenewoude (Woudenberg) ·
Gunterstein ·
Kasteel de Haar ·
Kasteel Hagestein ·
Hamtoren ·
Kasteel Hardenbroek ·
Huis Harmelen ·
Ridderhofstad Heemstede ·
Kasteel Heemstede ·
Heimenberg ·
Heimerstein ·
Huis Herlaar ·
Ter Heul ·
Heulestein ·
Hindersteyn ·
Kasteel Ter Horst (Achterberg) ·
Isselt ·
Kasteel IJsselstein ·
Jagenstein ·
Kersbergen ·
Killestein ·
Kronenburg (kasteel) ·
Kasteel Levendaal ·
Lichtenberg (Woudenberg) ·
Lievendaal (Amerongen) ·
Landgoed Linschoten ·
Kasteel Linschoten ·
Lockhorst ·
Kasteel Loenersloot ·
Kasteel Lunenburg ·
Huis Maarsbergen ·
Marckenburg ·
Ter Meer ·
Ter Mey (Haarzuilens) ·
Huis te Mijdrecht ·
Huis te Mijnden ·
Kasteel Moersbergen ·
Kasteel Montfoort ·
Natewisch ·
Te Nesse ·
Kasteel Nijenrode ·
Nijenstein ·
Nijeveld ·
Noordwijk (Langbroek) ·
Huis te Oosterwijk ·
Oostwaard (Utrecht) ·
Op de Bol ·
Oud-Broekhuizen ·
Ridderhofstad Oudaan ·
Huis Oudegein ·
Oudenhorst ·
Plettenburg (kasteel) ·
Huis De Polle ·
Prattenburg ·
Kasteel Putkop ·
Randenbroek (park) ·
Remmerstein ·
Kasteel Renswoude ·
Rhijnauwen ·
Kasteel Rhijnestein ·
Huis Riebeek ·
Kasteel Rijnenburg ·
Rijnestein ·
Rijneveld ·
Kasteel Rijnhuizen ·
Rijningen ·
Huis Rijnsweerd ·
Rijpickerwaard · 
Kasteel Rijsenburg ·
De Roetert ·
Rumelaar ·
Kasteel Ruwiel ·
Royestein ·
Kasteel Sandenburg ·
Kasteel Schalkwijk ·
Kasteel Schonauwen ·
Schurenburg ·
Snaafburg ·
Snellenburg ·
Paleis Soestdijk ·
Steenhuis (Lopik) ·
Kasteel Sterkenburg ·
Stormerdijk ·
Landgoed Stoutenburg ·
Ten Massche ·
Valkenburg (Rhenen) ·
Huis te Velde ·
Kasteel Veldenstein ·
Hofstede te Vliet ·
Huis te Vleuten ·
Huis te Vliet (Lopik) ·
Huis te Vliet (Oudewater) ·
Vogelpoel ·
Huis te Voorn ·
Vredelant ·
Vronestein ·
Vuijlcop ·
Kasteel Walenburg ·
Wayenstein (Amerongen) ·
Kasteel Weerdenburg ·
Weerdesteyn ·
Weerestein ·
Hof ter Weyde ·
Wickenburgh ·
Wijnestein ·
Wiltenburg (Utrecht) ·
Kasteel van Woerden ·
Huis Woudenberg ·
Huis te Woudenberg (I) ·
Huis te Woudenberg (II) ·
Wulven ·
Kasteel Oud-Wulven ·
Wulvenhorst ·
Slot Zeist ·
Kasteel Zuilenburg ·
Zuileveld ·
Slot Zuylen ·
Huis Zuylenstein
- Bibliothèque nationale de France: cb16723957s (data)
- Gemeinsame Normdatei: 4789560-3
- Rijksmonumentcomplex: 527891
- Union List of Artist Names: 500307410
- Virtual International Authority File: 267873842
- WorldCat: E39PBJc3MBPF4cMJKcCBDhgMyd